# Hwasong 6
Le Hwasong-6 (en coréen: 화성 6) est un missile balistique tactique nord-coréen. Il est dérivé du Hwasong 5, lui-même dérivé du R-17 Elbrus (en) soviétique. Il porte le nom OTAN de Scud.

## Historique
Les travaux sur une version à portée étendue du Hwasong-5 commencent en 1988. Un nouveau type de missile avec seulement des modifications relativement mineures est produit à partir de 1989, désigné Hwasong-6 ("Scud Mod. C" ou "Scud-C"). Il est testé pour la première fois en juin 1990 et entre en production à grande échelle la même année, ou en 1991. Il est remplacé par le Rodong-1.
Pour augmenter l'autonomie par rapport à son prédécesseur, le Hwasong-6 voit sa charge utile réduite à 770 kg et la longueur du corps de la fusée est allongée pour augmenter le propulseur de 25 %, la précision est comprise entre 700 et 1 000 mètres,,. Une telle portée est suffisante pour frapper des cibles aussi éloignées que l'ouest du Japon. Ses dimensions sont identiques au Hwasong-5 d'origine. En raison de difficultés à se procurer des TEL MAZ-543, des lanceurs mobiles sont produits en Corée du Nord. En 1999, on estime que la Corée du Nord a produit entre 600 et 1 000 missiles Hwasong-6, dont 25 ont été lancés lors d'essais, 300 à 500 ont été exportés et 300 à 600 sont en service dans l'armée populaire coréenne.
La variante maniable est testée en mai 2017. Les services de renseignement américains qualifient le missile amélioré de KN-18.

## Export
Le Hwasong-6 est exporté vers l'Iran, où il est désigné sous le nom de Shahab-2, et également vers la Syrie, où il est fabriqué sous licence avec l'aide de la Chine ainsi qu'au Yémen. La Birmanie importe également des missiles balistiques Hwasong-6 de type Scud en 2009/ Environ 100 missiles balistiques Hwasong-6 sont achetés par le Viêt Nam à la Corée du Nord en 1995.